# Secta de Clapham

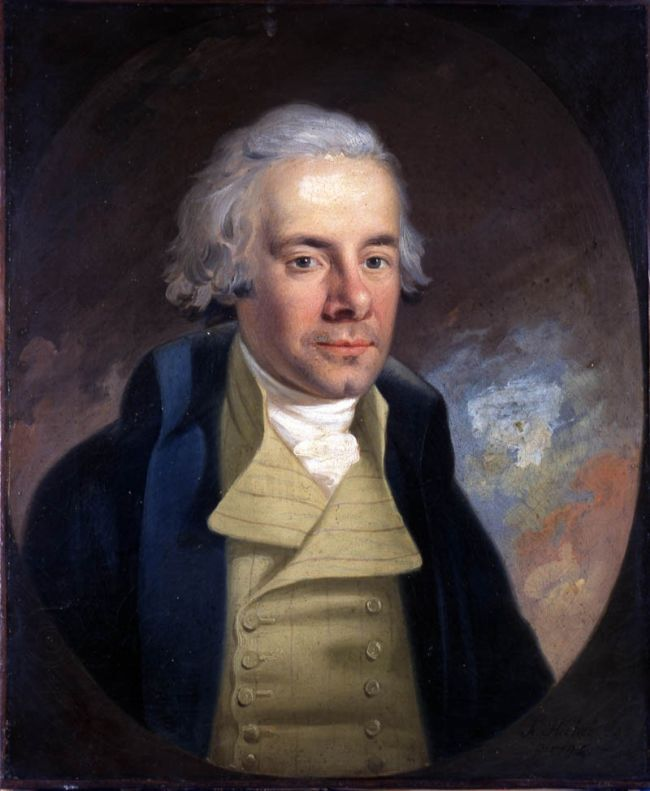
William Wilberforce, el líder de la campanya britànica per a l'abolició del comerç d'esclaus.

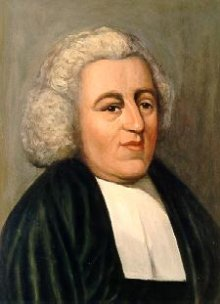
El fundador John Newton, que abans de ser abolicionista va ser ell mateix negrer.

La secta de Clapham és el nom que es va donar a un grup destacat d'activistes cristians evangèlics anglesos des de 1790 a 1830 en el si de l'Església anglicana que va promoure l'abolició de l'esclavitud a l'Imperi Britànic i va fomentar l'obra missionera.

## Constitució
La denominació prové dels seus enemics, els qui a més els anomenaven despectivament els "Sants". Va ser creada per l'antic negrer John Newton (1725-1807) i el centre del grup se situava a l'església de John Venn, rector de Clapham, al sud de Londres, i entre els seus membres estaven William Wilberforce, Henry Thornton, James Stephen, Zachary Macaulay, Granville Sharp, Thomas Clarkson i altres. Però a més de Clapham, existia un grup important a Cambridge sota el lideratge d'Isaac Milner i Charles Simeon, i prop de Bristol vivia la més prolífica escriptora entre ells, Hannah More, que va atreure a la seva causa al seu amic el doctor Samuel Johnson. Molts d'aquests abolicionistes eren membres del Parlament, on van treballar a més a reformar les presons, prohibir el treball infantil, prevenir el maltractament i suspendre les lleis sobre els jocs d'atzar i la loteria.Van recolzar diverses societats missioneres i bíbliques, van finançar les escoles de Hannah More i van publicar el seu propi periòdic, The Christian Observer.
El grup estava format en la seva majoria per acabalats anglicans políticament conservadors que apel·laven a la consciència de les classes benestants de la mateixa manera que els metodistes ho feien a la dels pobres. El seu moviment va ser en gran manera responsable de l'abolició del tràfic d'esclaus i l'esclavitud a Anglaterra.

## Activitats
L'any 1772, Granville Sharp va obtenir una sentència d'un tribunal britànic que proclamava l'alliberament de tots els esclaus al territori d'Anglaterra. Sharp, Wilberforce i Thomas Clarkson es van unir als Quàquers per fundar l'any 1787 la Societat per a l'abolició de la tracta d'esclaus (Society of the abolition of slave trade), així com la Societat per a la Conversió dels Jueus al Cristianisme, la Societat Bíblica i la Societat Missionera de l'Església Anglicana (Church Missionary Society).
Thomas Clarkson va incitar a l'abat Henri Grégoire a fundar la Société des amis des Noirs (Societat d'Amics dels Negres) que, en col·laboració amb la Societat de Moral Cristiana, va militar en l'abolició de l'esclavitud a França.
Wilberforce va obtenir que el Parlament de Gran Bretanya del que era membre votés l'abolició de l'esclavitud a Anglaterra, però no l'esclavitud en si mateixa, en l'Acta del Comerç d'Esclaus (1807) i l'abolició de l'esclavitud en tot l'Imperi Britànic per mitjà de la Slavery Abolition Act de 1833, poc abans de la seva mort.

## Membres
- Thomas Fowell Buxton (1786–1845), diputat i cerveser
- William Dealtry (1775–1847), rector de Clapham, matemàtic
- Edward James Eliot (1758–97), parlamentari
- Thomas Gisborne (1758–1846), clergue i autor
- Charles Grant (1746–1823), administrador, president dels directors de la British East Índia Company, pare del primer Lord Glenelg
- Katherine Hankey (1834–1911), evangelista
- Zachary Macaulay (1768–1838), administrador de finques, governador colonial, pare del baró Thomas Babington Macaulay
- Hannah More (1745–1833), escriptor i filantrop
- Granville Sharp (1735–1813), acadèmic i administrador
- Charles Simeon (1759–1836), clergue anglicà, promotor de missions
- James Stephen (1758–1832), mestre de la Cancelleria, besavi de Virginia Woolf.
- John Shore, lord primer baró de Teignmouth (1751–1834), governador general d'Índia
- Henry Thornton (1760–1815), economista, banquer, filantrop, diputat parlamentari per Southwark, besavi de l'escriptor I. M. Forster
- Henry Venn (1725–97), fundador del grup, pare de John Venn (1759–1813) i besavi del matemàtic John Venn (creador del diagrama de Venn)
- John Venn (1759-1813), rector del Holy Trinity Church, Clapham
- William Wilberforce (1759–1833), diputat successivament de Kingston upon Hull, Yorkshire i Bramber, líder abolicionista
- William Smith (1756-1835), diputat.[4]

## Al cinema
El film Amazing Grace (2007) narra la croada del grup de Clapham contra l'esclavitud.